# Eldor Shomurodov
Eldor Azamat o'g'li Shomurodov (uzbekisk kyrilliska: Эльдор Аъзамат ўғли Шомуродов), född 29 juni 1995, är en uzbekisk fotbollsspelare som spelar för Cagliari, på lån från Roma och Uzbekistans landslag.

## Karriär
2019 blev Shomurodov vald till årets spelare i Uzbekistan.
Den 2 augusti 2021 värvades Shomurodov av Roma, där han skrev på ett femårskontrakt. Den 30 januari 2023 lånades Shomurodov ut till Spezia på ett låneavtal över resten av säsongen. Den 27 juli 2023 lånades han ut till Cagliari på ett säsongslån.